# Giải Willard Gibbs
Giải Willard Gibbs (tiếng Anh: Willard Gibbs Award ), cũng được gọi là "Huy chương Willard Gibbs" vì gồm có một Huy chương bằng vàng 18-carat - được William A. Converse lập ra năm 1910. Huy chương được gọi theo tên Josiah Willard Gibbs.
Giải này nhìn nhận "các nhà hóa học xuất sắc...đã mang đến cho thế giới những phát triển khiến cho mọi người có khả năng sống sung túc dễ chịu hơn và hiểu biết thế giới này tốt hơn."
Hiện nay giải này do Chi nhánh Hội Hóa học Hoa Kỳ ở Chicago đài thọ.

## Các người đoạt giải
Thế kỷ 20
| - Svante Arrhenius 1911 - Theodore William Richards 1912 - Leo Hendrick Baekeland 1913 - Ira Remsen 1914 - Arthur Amos Noyes 1915 - Willis R. Whitney 1916 - Edward Morley 1917 - William Merriam Burton 1918 - William A. Noyes 1919 - F. G. Cottrell 1920 - Mme. Marie Curie 1921 - No award 1922 - Julius Stieglitz 1923 - Gilbert N. Lewis 1924 - Moses Gomberg 1925 - Sir James Colquhoun Irvine 1926 - John Jacob Abel 1927 - William Draper Harkins 1928 - Claude Silbert Hudson 1929 - Irving Langmuir 1930 - Phoebus A. Levene 1931 - Edward Curtis Franklin 1932 - Richard Willstatter 1933 - Harold Clayton Urey 1934 - Charles A. Kraus 1935 - Roger Adams 1936 - Herbert Newby McCoy 1937 - Robert R. Williams 1938 - Donald Dexter Van Slyke 1939 - Vladimir Ipatieff 1940 |  | - Edward Adelbert Doisy 1941 - Thomas Midgley, Jr. 1942 - Conrad A. Elvehjem 1943 - George O. Curme, Jr. 1944 - Frank C. Whitmore 1945 - Linus Pauling 1946 - Wendell Meredith Stanley 1947 - Carl Ferdinand Cori 1948 - Peter J. W. Debye 1949 - Carl S. Marvel 1950 - William Francis Giauque 1951 - William Cumming Rose 1952 - Joel H. Hildebrand 1953 - Elmer K. Bolton 1954 - Farrington Daniels 1955 - Vincent du Vigneaud 1956 - William Albert Noyes, Jr. 1957 (con của William A. Noyes) - Willard Libby 1958 - Hermann Irving Schlesinger 1959 - George B. Kistiakowsky 1960 - Louis Plack Hammett 1961 - Lars Onsager 1962 - Paul Doughty Bartlett 1963 - Izaak M. Kolthoff 1964 - Robert S. Mulliken 1965 - Glenn T. Seaborg 1966 - Robert Burns Woodward 1967 - Henry Eyring 1968 - Gerhard Herzberg 1969 |  | - Frank H. Westheimer 1970 - Henry Taube 1971 - John Tileston Edsall 1972 - Paul John Flory 1973 - Har Gobind Khorana 1974 - Herman F. Mark 1975 - Kenneth Pitzer 1976 - Melvin Calvin 1977 - W. O. Baker 1978 - E. Bright Wilson 1979 - Frank Albert Cotton 1980 - Bert Lester Vallee 1981 - Gilbert Stork 1982 - John D. Roberts 1983 - Elias J. Corey 1984 - Donald J. Cram 1985 - Jack Halpern 1986 - Allen J. Bard 1987 - Rudolph A. Marcus 1988 - Richard Barry Bernstein1989 - Richard N. Zare 1990 - Günther Wilke 1991 - Harry B. Gray 1992 - Peter B. Dervan 1993 - M. Frederick Hawthorne 1994 - Sir John Meurig Thomas 1995 - Fred Basolo 1996 - Carl Djerassi 1997 - Mario J. Molina 1998 - Lawrence F. Dahl 1999 |

Thế kỷ 21
- Nicholas J. Turro	2000
- Tobin J. Marks	2001
- Ralph Hirschmann	2002
- John I. Brauman	2003
- Ronald Breslow	2004
- David A. Evans	2005
- Jacqueline K. Barton 2006
- Sylvia T. Ceyer 2007
- Carolyn R. Bertozzi 2008
- Louis Brus 2009
- Maurice Brookhart 2010
- Robert G. Bergman 2011
- Mark A. Ratner 2012
- Charles M. Lieber 2013
- John E. Bercaw 2014